# ATP Challenger La Serena
Das ATP Challenger La Serena (offizieller Name: La Serena Open) war ein von 2005 bis 2008 jährlich stattfindendes Tennisturnier in La Serena. Im Jahr 2006 wurde es nicht ausgetragen, im Folgejahr jedoch wieder in den Kalender aufgenommen. Es war Teil der ATP Challenger Tour und wurde im Freien auf Sand ausgetragen.

## Liste der Sieger

### Einzel
| Jahr | Sieger                | Finalgegner          | Ergebnis          |
| ---- | --------------------- | -------------------- | ----------------- |
| 2008 | Rubén Ramírez Hidalgo | David Marrero        | 6:3, 6:1          |
| 2007 | Mariano Zabaleta      | Juan Pablo Brzezicki | 6:2, 6:4          |
| 2006 | nicht ausgetragen     | nicht ausgetragen    | nicht ausgetragen |
| 2005 | Edgardo Massa         | Mariano Puerta       | 6:4, 7:63         |

### Doppel
| Jahr | Sieger                           | Finalgegner                         | Ergebnis          |
| ---- | -------------------------------- | ----------------------------------- | ----------------- |
| 2008 | Nicolás Lapentti Eduardo Schwank | Sebastián Decoud Cristian Villagrán | 6:4, 6:0          |
| 2007 | Marc López Simone Vagnozzi       | Carlos Berlocq Brian Dabul          | 3:6, 6:3, [10:1]  |
| 2006 | nicht ausgetragen                | nicht ausgetragen                   | nicht ausgetragen |
| 2005 | Enzo Artoni Ramón Delgado        | Tomas Behrend Marcos Daniel         | 7:62, 6:4         |